# Кикс, Пол
Пол Кикс (англ. Paul Kix) — американский журналист и писатель.
В 2003 году окончил Университет штата Айова.
Фильм 2023 года The Accidental Getaway Driver основан на статье, написанной Киксом для журнала GQ в 2017 году.

## Книги
- You Have to be Prepared to Die Before You Can Begin to Live (Celadon, 2023)[3][4].
- The Saboteur: The Aristocrat Who Became France’s Most Daring Anti-Nazi Commando (2018)[5][6][a].